# Iglesia de San Miguel (Maluenda)
La iglesia de San Miguel es una iglesia de estilo mudéjar de la localidad aragonesa de Maluenda (España). Quedó desafectada al culto y se encuentra en estado ruinoso. En 2003 fue declarada Bien Catalogado del Patrimonio Cultural Aragonés.
La construcción responde a la tipología de iglesia de nave única, con ábside poligonal y capillas entre los contrafuertes. En la actualidad se conservan únicamente los muros perimetrales, las capillas laterales y los dos últimos tramos de la nave, con una pequeña torre a los pies.
El ábside es de siete lados y cuenta con gruesos muros sin contrafuertes; se cubría con bóveda de crucería, hoy desaparecida. La nave consta de cuatro tramos; los dos primeros han perdido las bóvedas de crucería simple, conservándose las capillas laterales, cubiertas con bóvedas de cañón apuntado; los tramos de los pies, desiguales y de reducidas dimensiones, se cubren con cañón apuntado, elevándose sobre el último tramo un segundo piso.
En el exterior muestra paramentos de tapial yesoso sobre los que discurría una galería de arquillos de la que se conservan escasos restos. La fachada de los pies presenta ángulos achaflanados y cuenta en la parte superior con cuatro arcos apuntados tapiados. Sobre el ángulo derecho de la fachada se eleva una pequeña torre de ladrillo; en la parte inferior abren pares de arcos apuntados enmarcados en paños rehundidos que rematan con faja de esquinillas, y en la parte superior abren pequeños arquillos; la cornisa presenta ménsulas de ladrillo en voladizo.
El uso de la argamasa de yeso como principal material constructivo y la falta de elementos ornamentales le confieren un aspecto robusto, propio de la tradición constructiva local de época musulmana, dotándola, junto a las otras dos iglesias mudéjares de la localidad, de una poderosa personalidad dentro de la arquitectura mudéjar.